# Chercos
Chercos – gmina w Hiszpanii, w prowincji Almería, w Andaluzji, o powierzchni 13,36 km². W 2011 roku gmina liczyła 307 mieszkańców.